# Pleistodontes mandibularis
Pleistodontes mandibularis är en stekelart som beskrevs av Wiebes 1977. Pleistodontes mandibularis ingår i släktet Pleistodontes och familjen fikonsteklar. Inga underarter finns listade i Catalogue of Life.